# Margherita Nugent
Margherita Nugent (Firenze, 31 gennaio 1891 – Trieste, 28 gennaio 1954) è stata una scrittrice, critica d'arte e collezionista d'arte italiana.

## Biografia

### Il feudo di Irsina
Unica figlia del conte Laval Nugent (pron. Nughent), nato a Trieste il 19 aprile 1843 da Johann Graf Laval Nugent, che si era distinto durante le Dieci giornate di Brescia del 1849, e da Regina Abriani, Contessa di Padova. Laval Nugent a soli 21 anni entrò in possesso del cospicuo patrimonio della Famiglia Riario-Sforza-Nugent, di cui faceva parte il feudo di Monte Piloso (oggi Irsina) in Basilicata.
Fu l'ultima feudataria di Irsina, la cui vicenda feudale era iniziata con Gerolamo Riario che acquistò il feudo dalla famiglia Grimaldi nel 1665. Tra gli eredi che si succedettero, Raffaele Riario Sforza, la cui figlia Giovannina sposò Laval Nugent von Westmeath. L'eredità passò agli eredi e in seguito a Laval Nugent, figlio di Michele che era fratello del generale, e da questi a Margherita.
Osservando le miserevoli condizioni dei contadini di Irsina pensò di migliorarle, continuando l'opera del padre. Pertanto affidò a eminenti studiosi la stesura di progetti che migliorassero il lavoro dei braccianti e anche i sistemi di coltura. Introdusse, tra le innovazioni a Irsina, la coltivazione del tabacco in via sperimentale. Forse la vera riforma agraria era stata intuita in termini moderni da lei sin dal 1930 con poderi serviti da strade, con fabbricati rurali dotati di tutti i servizi che consentissero al colono di fermarsi in campagna realizzando una piccola azienda agricola familiare. Il primo progetto fu realizzato nel 1937 in contrada "Scaricaturo". Qui fece costruire due fabbricati rurali per due aziende agricole a conduzione familiare che vennero assegnate a due famiglie che rispondevano ai requisiti di capacità imprenditoriale. Istituì in un locale, adeguato alla funzione, la scuola elementare pluriclasse affidata ad una suora che in calesse si recava in campagna dal paese ogni giorno. Possedeva un vasto vigneto in prossimità del paese, chiamato "Vigna del duca". I lavori della vigna erano l'unico reddito di tante famiglie che vivevano solo di quelle giornate che il vignaiolo offriva.

### Il collezionismo e gli studi artistici
Alla morte del padre, avvenuta nel 1923 Margherita Nugent ne ereditò il patrimonio consistente in castelli, case, terre, palazzi, monete e dipinti in varie città italiane (Irsina, Firenze, Trieste) e croate. Spentasi senza eredi, lasciò i propri beni, con testamento olografo datato 19 dicembre 1951 alla Provincia di Matera, Comune di Irsina, per la parte relativa al feudo lucano, e per le restanti parti allo Stato italiano. Al Comune di Trieste cedette il palazzetto Leo e la contigua ex chiesa dei SS. Rocco e Sebastiano di Cavana; al Museo del Bargello di Firenze donò, oltre alla collezione numismatica di circa 1.500 monete, di cui un centinaio in oro, tutte di Casa Savoia, con un excursus storico che va dal 1080 al 1946, ossia dal conte Umberto II il Rinforzato fino al regno di Vittorio Emanuele III, la sua raccolta di porcellane, di pizzi e merletti antichi, orologi, pipe, mentre alla Galleria di Palazzo Pitti furono destinati alcuni quadri ad olio e al Museo del Risorgimento di Brescia alcuni cimeli appartenuti a suo nonno, generale dell’esercito austriaco, di origine irlandese (1777-1862). 
Dal suo interesse per l'arte italiana nascono alcune delle sue pubblicazioni, tra le quali di grande interesse per la storia dell'arte il testo Alla mostra della pittura del '600 e del '700 Note e impressioni, intervento critico sulla Mostra tenuta a Palazzo Pitti nel 1922.
(Giuseppe De Sandi, Firenze-Irsina 1922, Margherita Nugent e la percezione del 'popolaresco' alla mostra sul Sei e Settecento. Conclusioni del Convegno a cura della Società Italiana di Studi sul Secolo XVIII "Popolo e cultura popolare nel Settecento", Marina di Massa, 24-26 maggio 2017)
A Margherita Nugent si deve la riscoperta degli affreschi del Trecento nella Cripta di S. Francesco ad Irsina, oggi meta di un qualificato turismo culturale. 

## Opere
- Affreschi Del Trecento Nella Cripta Di S. Francesco Ad Irsina, Editore: Istituto Italiano D'Arti Grafiche, Bergamo (1933).
- Alla mostra della pittura del '600 e del '700 Note e impressioni, 2 voll., Editore: Società Editrice Toscana, San Casciano Val di Pesa (1925). Argomento: Mostra tenuta a Palazzo Pitti nel 1922.
- All'Esposizione del ritratto, note e impressioni, Editore: B. Seeber, Firenze (1912)
- Tre gite fra le Alpi di Engelberg (Mons Angelorum), Firenze, Ricci, 1912.